# Miorița
Miorița (lire mioritsa, signifiant « agnelle ») est un poème populaire roumain considéré comme un des plus importants du folklore roumain sur le plan artistique et mythologique.

## Histoire
L'histoire est simple. Ici on présente seulement une des variantes, qui se trouve dans les manuels des écoles et autres livres.
- Il s'agit de trois bergers, l'un moldave, un autre valaque, le troisième transylvain.
- Le Moldave a une agnelle : Miorița, qu'il chérit particulièrement et qui lui parle. Elle l'avertit que les deux autres veulent le tuer à la fin de la journée pour s'emparer de son troupeau, et lui conseille de s'enfuir avec ses ouailles.
- Mais le Moldave répond à Miorița qu'il ne partira pas et lui demande de dire aux tueurs de l'enterrer au milieu de ses bêtes, avec trois flûtes au-dessus, pour que les moutons puissent pleurer sur sa tombe.
- Il lui demande ensuite de dire à ses brebis troublées qu'il est parti se marier avec la meilleure fille du monde, qu'à son mariage sont venus le Soleil et la Lune, les arbres, les montagnes, les oiseaux et les étoiles, et qu'à la fin du mariage, une étoile est tombée du ciel pour les mariés.
- Il dit ensuite à Miorița que si elle voit sa mère, qu'elle lui raconte qu'il est parti se marier au Paradis, et rien d'autre.

## Traduction comparative
La première version traduite en français en 1854 par Jules Michelet est basée sur la version améliorée du collecteur de folklore Vasile Alecsandri. Les deux textes roumain et français sont présentés en parallèle pour comparaison.
« Pe–un picior de plai

Pe–o gură de rai,

Iată vin în cale,

Se cobor la vale

Trei turme de miei,

Cu trei ciobănei.

Unu–i moldovan,

Unu–i ungurean

Și unu–i vrâncean.

Iar cel ungurean

Și cu cel vrâncean,

Mări, se vorbiră,

Ei se sfătuiră

Pe l–apus de soare

Ca să mi–l omoare

Pe cel moldovan,

Că–i mai ortoman

Ș–are oi mai multe,

Mândre și cornute

Și cai învățați

Și câni mai bărbați.

Dar cea mioriță,

Cu lână plăviță,

De trei zile–ncoace

Gura nu–i mai tace,

Iarba nu–i mai place.

 

 

Mioriță laie,

Laie, bucălaie,

De trei zile–ncoace

Gura nu–ți mai tace!

Ori iarba nu–ți place,

Ori ești bolnăvioară,

Drăguță mioară?

 

 

Drăguțule bace,

Dă–ți oile–ncoace,

La negru zăvoi,

Că–i iarbă de noi

Și umbră de voi.

Stăpâne, stăpâne,

Îți cheamă ș–un câne,

Cel mai bărbătesc

Și cel mai frățesc,

Că l–apus de soare

Vor să mi te–omoare

Baciul ungurean

Și cu cel vrâncean!

 

Oiță bârsană,

De ești năzdrăvană

Și de–a fi să mor

În câmp de mohor,

Să spui lui vrâncean

Și lui ungurean

Ca să mă îngroape

Aice, pe–aproape,

În strunga de oi,

Să fiu tot cu voi;

În dosul stânii,

Să–mi aud cânii.

Aste să le spui,

Iar la cap să–mi pui

Fluieraș de fag,

Mult zice cu drag;

Fluieraș de os,

Mult zice duios;

Fluieraș de soc,

Mult zice cu foc!

Vântul, când a bate,

Prin ele–a răzbate

Ș–oile s–or strânge,

Pe mine m–or plânge

Cu lacrimi de sânge!

Iar tu de omor

Să nu le spui lor.

Să le spui curat

Că m–am însurat

C–o mândră crăiasă,

A lumii mireasă;

Că la nunta mea

A căzut o stea;

Soarele și luna

Mi–au ținut cununa.

Brazi și păltinași

I–am avut nuntași,

Preoți, munții mari,

Paseri, lăutari,

Păsărele mii,

Și stele făclii!

 

 

Iar dacă–i zări,

Dacă–i întâlni

Măicuță bătrână,

Cu brâul de lână,

Din ochi lăcrimând,

Pe câmp alergând,

Pe toți întrebând

Și la toți zicând:

Cine–a cunoscut

Cine mi–a văzut

Mândru ciobănel,

Tras printr–un inel?

Fețișoara lui,

Spuma laptelui;

Mustăcioara lui,

Spicul grâului;

Perișorul lui,

Pana corbului;

Ochișorii lui,

Mura câmpului!”

 

Tu, mioara mea,

Să te–nduri de ea

Și–i spune curat

Că m–am însurat

C–o fată de crai,

Pe–o gură de rai,

Iar la cea măicuță

Să nu spui, drăguță,

Că la nunta mea

A căzut o stea,

C–am avut nuntași

Brazi și păltinași,

Preoți, munții mari,

Paseri, lăutari,

Păsărele mii,

Și stele făclii! »
« Par les cols fleuris,Seuils de paradis,

Vois descendre, prestes,

Des jardins célestes,

Trois troupeaux d’agneaux

Et trois pastoureaux :

L’un de Moldavie,

L’un de Transylvanie,

Et l’un de Valachie ;

Or, ces deux bergers,

Ces deux étrangers,

Les voici qui causent,

Dieu ! ils se proposent

De tuer d’un coup,

Entre chien et loup,

Ce pasteur moldave,

Car il est plus brave,

Il a plus d’agneaux,

Encornés et beaux,

Des chevaux superbes

Et des chiens acerbes.

Or, voici trois jours,

Qu’à nouveau, toujours !

Sa brebis chérie

Reste, là, marrie,

Sa voix ne se tait,

L’herbe lui déplaît.

 

O, brebis bouclée,

Bouclée, annelée,

Depuis quelques jours

Tu gémis toujours !

L’herbe est–elle fade,

Ou es–tu malade ?

Dis–moi, cher trésor

À la toison d’or.

 

Maître, mon doux maître,

Mène–nous pour paître,

Dans le fond des bois,

Où l’on trouve, au choix,

De l’herbe sans nombre

Et pour toi de l’ombre.

Maître, ô maître mien !

Garde auprès un chien,

Le plus fort des nôtres,

Car, sinon, ses autres

Te tueront d’un coup

Entre chien et loup.

 

 

O, brebis liante,

Si tu es voyante,

Si ce soir je meurs

Dans ce val en fleurs,

Dis–leur, brebis chère,

De me mettre en terre

Près de tous mes biens,

Pour ouïr mes chères.

Puis, quand tout est prêt

Mets à mes chevet :

Un pipeau de charme,

Moult il a du charme !

Un pipeau de houx,

Moult est triste et doux !

Un pipeau de chêne,

Moult il se déchaîne !

Lorsqu’il soufflera

Le vent y jouera ;

Alors rassemblées,

Mes brebis troublées,

Verseront de rang

Des larmes de sang.

Mais, de meurtre, amie

Ne leur parle mie !

Dis–leur, pour de vrai,

Que j’ai épousé

Reine sans seconde,

Promise du monde ;

Qu’à ces noces–là

Un astre fila ;

Qu’au–dessus du trône

Tenaient ma couronne :

La Lune, en atours,

Le Soleil, leurs cours,

Les grands monts, mes prêtres,

Mes témoins, les hêtres,

Aux hymnes des voix

Des oiseaux des bois ;

Que j’ai eu pour cierges

Les étoiles vierges,

Des milliers d’oiseaux

Et d’astres, flambeaux !

 

Mais si tu vois, chère,

Une vieille mère

Courant, toute en pleurs

Par ces champs en fleurs,

Demandant sans cesse

Pâle de détresse :

« Qui de vous a vu,

Qui aurait connu

Un fier pâtre, mince

Comme un jeune prince ?

Son visage était

L’écume du lait ;

Sa moustache espiègle,

Deux épis de seigles ;

Ses cheveux, si beaux,

Ailes de corbeaux ;

Ses prunelles pures

La couleur des mures ! »

 

Toi, dis–lui, qu’en vrai

J’avais épousé

Reine sans seconde,

Promise du monde,

Dans un beau pays,

Coin du paradis !

Mais, las ! à ma mère

Ne raconte guère

Qu’à ces noces–là

Un astre fila ;

Les grands monts, mes prêtres,

Mes témoins les hêtres,

Aux hymnes des voix

Des oiseaux des bois ;

Que j’ai eu pour cierges

Les étoiles vierges,

Des milliers d’oiseaux
Et d’astres flambeaux ! »
— Jules Michelet (traducteur), Paris, 1854

## Autres versions
Voici une version traduite en français par Ion Ureche :
Par les cols fleuris

Seuils de paradis,

Vois descendre, prestes,

Des jardins célestes,

Trois troupeaux d'agneaux

Et trois pastoureaux :

L'un de Moldavie,

L'un de Hongrie (la principauté de Transylvanie faisait, au Moyen Âge, partie du Royaume de Hongrie),

L'un de Valachie ;

Or, ces deux pasteurs,

Ces deux prédateurs,

Les voici qui causent,

Dieu ! ils se proposent

De tuer d'un coup,

Entre chien et loup,

Ce pasteur moldave,

Car il est plus brave,

Il a plus d'agneaux,

Encornés et beaux,

Des chevaux superbes

Et des chiens acerbes.

Or, voici trois jours,

Qu'à nouveau, toujours !

Sa brebis chérie

Reste, là, marrie,

Sa voix ne se tait,

L'herbe lui déplait".

- "O, brebis bouclée,

Bouclée, annelée,

Depuis quelques jours

Tu gémis toujours

L'herbe est-elle fade

Ou es-tu malade ;

Dis-moi, cher trésor

À la toison d'or ?

- "Maître, mon doux maître

Mène-nous pour paître

Dans le fond des bois

Où l'on trouve, au choix,

De l'herbe sans nombre

Et pour toi de l'ombre.

Maître, ô maître mien !

Garde auprès un chien,

Le plus fort des nôtres,

Car, sinon, les autres

Te tueront d'un coup

Entre chien et loup".

- "O, brebis liante,

Si tu es voyante,

Si ce soir je meurs

Dans ce val en fleurs,

Dis-leur, brebis chère,

De me mettre en terre

Près de tous mes biens,

Pour ouïr mes chères.

Puis, quand tout est prêt

Mets à mes chevet :

Un pipeau de charme,

Moult il a du charme !

Un pipeau de houx,

Moult est triste et doux !

Un pipeau de chêne,

Moult il se déchaîne !

Lorsqu'il soufflera

Le vent y jouera ;

Alors rassemblées,

Mes brebis troublées,

Verseront de rang

Des larmes de sang.

Mais, de meurtre, amie

Ne leur parle mie !

Dis-leur, pour de vrai,

Que j'ai épousé

Reine sans seconde,

Promise du monde ;

Qu'à ces noces-là

Un astre fila ;

Qu'au-dessus du trône

Tenaient ma couronne

La Lune, en atours,

Le Soleil, leurs cours,

Les grands monts, mes prêtres,

Mes témoins, les hêtres,

Aux hymnes des voix

Des oiseaux des bois.

Que j'ai eu pour cierges

Les étoiles vierges,

Des milliers d'oiseaux

Et d'astres, flambeaux !…

Mais si tu vois, chère,

Une vieille mère

Courant, toute en pleurs

Par ces champs en fleurs,

Demandant sans cesse

Pâle de détresse :

- Qui de vous a vu,

Qui aurait connu

Un fier pâtre, mince

Comme un jeune prince ?

Son visage était

L'écume du lait ;

Sa moustache espiègle,

Deux épis de seigles ;

Ses cheveux, si beaux,

Ailes de corbeaux ;

Ses prunelles pures

La couleur des mures !

Toi, dis-lui, qu'en vrai

J'avais épousé

Reine sans seconde,

Promise du monde,

Dans un beau pays,

Coin du paradis !

Mais, las ! à ma mère

Ne raconte guère

Qu'à ces noces-là

Un astre fila ;

Qu'au-dessus du trône

Tenaient ma couronne :

La Lune, en atours,

Le Soleil, leurs cours,

Les grands monts, mes prêtres,

Mes témoins les hêtres,

Aux hymnes des voix

Des oiseaux des bois ;

Que j'ai eu pour cierges

Les étoiles vierges,

Des milliers d'oiseaux

Et d'astres flambeaux !…

## Exégèse
De très nombreuses exégèses ont étudié le symbolisme ternaire et la portée philosophique de Miorița : le thème mioritique a inspiré de très nombreux écrivains, compositeurs et artistes plastiques ; il a été traduit dans plus de 20 langues étrangères et George Călinescu le considère comme « l'un des quatre mythes fondateurs de la littérature roumaine ».
Mircea Eliade avait imaginé que Miorița pourrait avoir une ancienne origine indo-européenne, car une légende similaire existe en effet en Inde, chez les bergers du Maharashtra, du Rajasthan et du Gujarat, liée aux mythes entourant les loups. Sans remonter jusqu'aux premiers indo-européens, il est possible que ce soient les conteurs Roms, originaires de l'Inde, qui aient véhiculé cette légende jusqu'aux pays habités par les roumanophones.
Quoi qu'il en soit, Miorița compte plus de 2000 variantes selon les régions. Par exemple, Toma Alimoș est une ballade similaire de Valachie, au dénouement moins tragique ; en Transylvanie et Marmatie Miorița était déclamée sous forme de colinde lors des fêtes du nouvel an, et accompagnait des rites initiatiques de passage à l'âge adulte. Dans les autres régions, Miorița s'est muée en ballade populaire. 
Plus sarcastiquement, les Roumains ont coutume de se moquer d'eux-mêmes en affirmant que l'étude à l'école primaire de Cățeluș cu părul creț / fură rața din coteț (« Chiot au poil frisé qui vole la cane du poulailler »), au collège de Miorița (où deux roumains complotent pour en tuer un troisième afin de le voler, et ce dernier se laisse faire) et enfin au lycée de Luceafărul (poème épique « L'Étoile du matin » de Mihai Eminescu, où une minette superficielle amène un génie au bord de la folie pour finalement lui préférer un bellâtre inculte) encourage les dysfonctionnements de la société roumaine (corruption, économie parallèle, complots et instabilité en politique, consumérisme, conformisme, traditionalisme dans les archétypes amoureux ou familiaux, et priorité donnée aux apparences, le tout enrobé de fatalisme).

## Honneur
L'astéroïde Apollon (622577) Mioriţa est nommé en l'honneur du mythe-ballade.